# Bogdan Pikuta
Bogdan Pikuta (ur. 12 sierpnia 1972 w Jaworznie) – piłkarz polski grający na pozycji napastnika.

## Kariera
Karierę piłkarską Pikuta rozpoczął w klubie Górnik Jaworzno. Następnie grał w Victorii Jaworzno, a na początku 1993 roku został zawodnikiem Górnika Zabrze, w którym zadebiutował w pierwszej lidze. Latem 1993 odszedł z Górnika do GKS Katowice, a w trakcie sezonu trafił do Stali Stalowa Wola.
W 1994 roku Pikuta został piłkarzem Widzewa Łódź. Zadebiutował w nim 31 lipca 1994 w wygranym 4:0 wyjazdowym meczu z Wartą Poznań. W sezonie 1995/1996 wywalczył z Widzewem mistrzostwo Polski, ale w trakcie sezonu wrócił do GKS Katowice, gdzie grał do 1997 roku. W sezonie 1997/1998 był zawodnikiem Rakowa Częstochowa.
W latach 1998–2002 Pikuta grał w KSZO Ostrowiec Świętokrzyski. W sezonie 2001/2002 grał z KSZO w pierwszej lidze. W sezonie 2002/2003 był zawodnikiem Zagłębia Sosnowiec, a w sezonie 2003/2004 – Victorii Jaworzno. W swojej karierze grał też w amatorskim irlandzkim zespole Kilrush Rangers AFC oraz w MCKS Czeladź.
Ogółem w polskiej ekstraklasie Pikuta rozegrał 136 meczów i strzelił w nich 24 gole.